# Porto Mantovano
Porto Mantovano és un municipi situat al territori de la província de Màntua, a la regió de la Llombardia, (Itàlia).
Porto Mantovano limita amb els municipis de Curtatone, Goito, Mantova, Marmirolo, Rodigo, Roverbella i San Giorgio di Mantova.
Pertanyen al municipi les frazioni de Bancole, Montata Carra, San'Antonio (seu de l'ajuntament), Soave i Spinosa

## Galeria

Localització de Porto Mantovano a la província de Màntua